# Lucano di Sabiona
Lucano (o Lugano; fl. V secolo) fu un vescovo vissuto nella prima metà del V secolo; è venerato come santo dalla Chiesa cattolica.

## Biografia
Il suo culto è diffuso particolarmente nella zona delle Alpi Orientali dove in effetti svolse la sua attività di evangelizzazione, tanto da avere il soprannome di apostolo delle Dolomiti. Gran parte delle vicende riguardanti la sua vita risultano però derivare da leggende di origine medievale.
Sarebbe stato vescovo di Sabiona, borgo nei pressi dell'attuale cittadina di Chiusa; diocesi che fu poi trasferita a Bressanone. Nel 424, egli avrebbe permesso ai suoi fedeli di consumare i latticini durante la Quaresima di un anno particolarmente gravato dalla carestia, anche se il documento papale in merito risulta apocrifo. Fu per questo motivo invitato a scusarsi presso papa Celestino I, ma durante il viaggio verso Roma e successivamente il soggiorno nell'Urbe, avrebbe compiuto numerosi miracoli che gli valsero l'immediato perdono del pontefice.
Secondo un'altra versione, Lucano si era recato a Roma per rimproverare il malcostume della corte pontificia di Celestino I e, avendogli quest'ultimo risposto che Lucano stesso indirettamente si giovava di questo lusso, il vescovo di Sabiona se ne tornò offeso in montagna facendosi eremita. Un'ulteriore variante narra che fu invece costretto dai suoi nemici, forse ariani ad abbandonare la sede vescovile. Una delle saghe dell'Alto Adige, diffusa anche nell'Agordino, vuole che il vescovo si sia recato a Roma sul dorso di un orso.
Si ritirò dunque in Val di Fiemme, nell'attuale San Lugano di Trodena ma, ancora minacciato, si trasferì nell'Agordino, presso l'attuale Valle di San Lucano, vivendo dentro una caverna. Compiva da qui varie opere di evangelizzazione, tra cui la conversione della beata Avazia o Vazza di Listolade che si ritirò a vita eremitica scegliendo il santo come maestro; anche se sembra che in realtà Avazia sia vissuta alcuni secoli dopo rispetto a Lucano.
Alla sua morte, si dice il 22 giugno tra il 430 e il 440, fu poi sepolto con la discepola presso la chiesa di Taibon Agordino, ma attorno al 1307 il corpo fu trasferito nella cattedrale di Belluno. Dal 1658 alcune reliquie si trovano nella cattedrale di Bressanone.
Viene festeggiato il 20 luglio, anniversario della morte o, secondo i Bollandisti, della traslazione del corpo a Belluno.

## Parrocchie intitolate a San Lucano

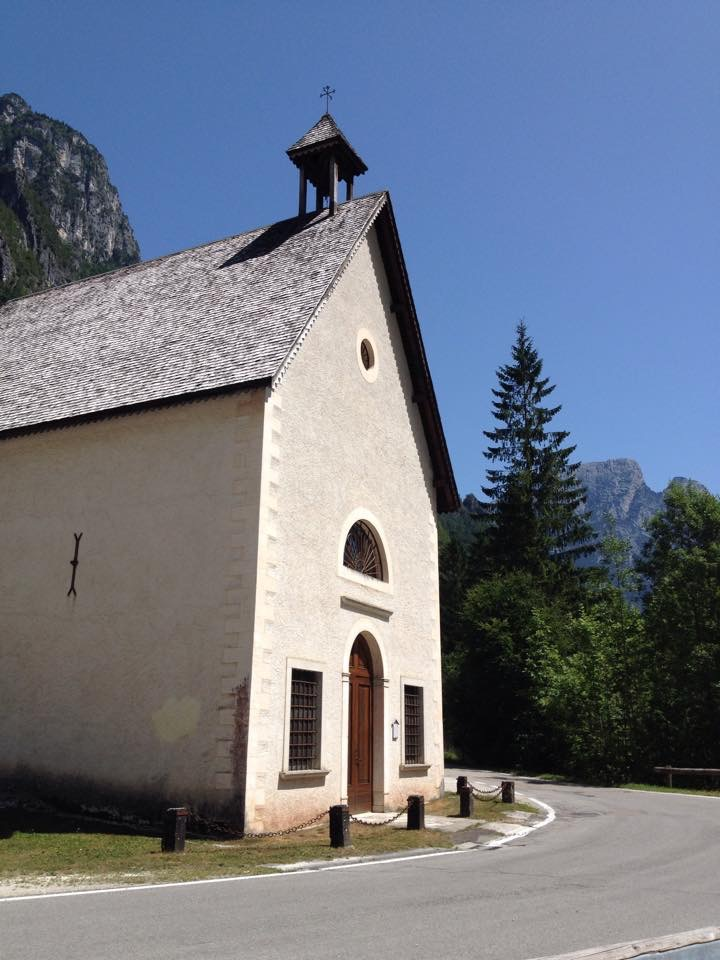
Chiesa di San Lucano a Taibon Agordino

- Villapiccola in comune di Auronzo di Cadore (diocesi di Belluno-Feltre), dove gli è dedicata la chiesa parrocchiale;
- Paderno in comune di San Gregorio nelle Alpi (diocesi di Belluno-Feltre);
- San Lugano in comune di Trodena nel parco naturale (diocesi di Bolzano-Bressanone);
- Taibon Agordino (Diocesi di Belluno-Feltre), dove gli è dedicata la Chiesa di San Lucano e dove viene venerato come con-patrono.